# Mapion
Mapion(マピオン)は、ONE COMPATHが提供する日本の地図検索サービス。「Mapion」は「Map Information Open Network」の略である。
Google マップと同様にAjaxを使用しているため、地図をスクロールして見ることができる。
地図検索だけでなく、観光情報や天気情報なども調べることができる、住所や電話番号を地図付きで検索できる電話帳サービス「マピオン電話帳」もある。ブロードバンド黎明期にはブロードバンド向けサービス「MapionBB」も登場した。
1998年から2004年にはYahoo!マップにも地図を提供していた。
2015年に日本測地系から世界測地系に移行した。
Google マップと同じく2019年より、地図データがゼンリンからインクリメント・ピー（現・ジオテクノロジーズ）のデータに差し替えられた。

## キャラクター
Mapion公式キャラクターとして、サイト開設当時は「まぴたん」と恋人の「ちずこ」が設定されていた。その後に「ここでねマン」へ交代した。